# Istantanea (macOS)
Istantanea è un'applicazione sviluppata dalla Apple Inc. per il sistema operativo macOS. È utilizzata per catturare schermate.
Essa permette di fotografare una parte dello schermo, una singola finestra, tutto lo schermo o tutto lo schermo con timer. Selezionando quest'ultima opzione si aprirà una schermata dove si dovrà cliccare su Avvia timer. Dopodiché verrà avviato un timer di 10 secondi al termine del quale verrà mostrata un'immagine dello schermo catturato. L'utente può scegliere se eliminare l'immagine o salvarla.
Istantanea è disponibile anche attraverso il menu servizi di macOS, dove però tutte le opzioni sono disabilitate dal Mac OS X Cheetah nelle applicazioni localizzate in italiano.
Da Mac OS X Tiger, Anteprima ha un sotto-menu Istantanea nel menu Archivio, con tutte le opzioni di screenshot.
Il formato di default in cui Istantanea salva le immagini è il TIFF, ma è possibile anche scegliere i formati PNG e JPEG.

## Opzioni di cattura
- Selezione - fa uno screenshot di una parte dello schermo che viene selezionata;
- Finestra -  fa uno screenshot di una finestra selazionata;
- Schermo - fa uno screenshot di tutto lo schermo;
- Schermo con timer' - fa uno screenshot di tutto lo schermo allo scadere del timer da 10 secondi.